# Eje bancario
El Banco Limitado Axis, antes conocido como El Banco UTI (1993-2007), es una empresa multinacional de India que ofrece varios servicios bancarios y financieros con sede en Mumbai, Maharashtra .  Es el tercer banco en  el sector privado de la India por activos y el cuarto por capitalización bursátil. Vende servicios financieros a medianas y grandes empresas, PYME y comercios minoristas. 
A fecha del 30 de junio de 2016, 30.81% de las acciones están en manos de  los promotores y el grupo promotor (United India Insurance Company Limited, Oriental Insurance Company Limited, National Insurance Company Limited, New India Assurance Company Ltd, GIC, LIC and UTI). El restante 69.19% de las acciones son propieddad de fondos mutuos, Instituciones Financieras Extranjeras, FIIs (FILS, por sus siglas en inglés), bancos, compañías de seguros, entidades corporativas e inversores individuales.